# Asgardia
Asgardia é um projeto de nação baseado no espaço exterior. O conceito visa a criação de uma nova estrutura para a forma como as atividades espaciais são regulamentadas e apropriadas, "garantindo que o futuro do espaço é pacífico e feito para o benefício da humanidade." 
A proposta da nação foi anunciada no dia 12 de outubro de 2016 por Igor Ashurbeyli, o fundador do Centro Internacional de Pesquisa Aeroespacial (Viena), e Presidente do comitê de ciência espacial da UNESCO. O site da iniciativa está requisitando que as pessoas se inscrevam para "cidadania", com o objetivo de solicitar para as Nações Unidas o reconhecimento como um estado. Os detalhes técnicos são vagos.
No dia 12 de Novembro de 2017, a organização financiou coletivamente e lançou um satélite com um valor não revelado de carga   Há concursos para criar a bandeira do estado, a insígnia e o hino nacional. No dia 8 de novembro de 2016, um número de projetos de bandeira foram para votação, embora as submissões ainda sejam possíveis.
O país será governado por 12 ministérios. Estes serão ciência; espaço; juventude e educação; integração; informação e comunicação; assuntos externos; comércio; finanças; segurança; justiça; e o 12º ministério será sugerido pela comunidade de Asgardia no Facebook. Ministros serão nomeados por Ashurbeyli até as primeiras eleições, que estão previstas para junho de 2017.
À meia-noite de 31 de outubro de 2016 UTC/GMT, o cadastro no site foi colocado temporariamente em espera, até que mais detalhes foram anunciados por Igor Ashurbeyli em 12 de novembro de 2016. Todas as aplicações feitas depois deste momento foram colocados em uma lista de espera.
O anúncio do Ashurbeyli em 12 de novembro de 2016, observa que: À meia-noite em 31.10.16 eu parei as inscrições, já que agora é tempo para a segunda etapa – verificação dos registros para se certificar de que eles são únicos, que não existem bots, menores de idade sem autorização, etc. Para isso, você será solicitado a criar um perfil pessoal. Aqueles que confirmarem a sua identidade receberão um certificado com seu número Asgardiano e um símbolo de Asgardia.
Em 20 de dezembro de 2016, um fórum oficial Asgardiano foi criado. Um anúncio no site de Asgardia  afirmou que o fórum está sendo composto por voluntários, que anteriormente dirigiram um grupo no Facebook relacionado à Asgardia.